# Cantón de Argenton-les-Vallées
El cantón de Argenton-les-Vallées era una división administrativa francesa, que estaba situada en el departamento de Deux-Sèvres y la región de Poitou-Charentes.

## Composición
El cantón estaba formado por catorce comunas, más una fracción de otra comuna:
- Argenton-l'Église[2] (fracción)
- Argenton-les-Vallées
- Bouillé-Loretz
- Bouillé-Saint-Paul
- Cersay
- Étusson
- Genneton
- La Coudre
- Le Breuil-sous-Argenton
- Massais
- Moutiers-sous-Argenton
- Saint-Aubin-du-Plain
- Saint-Maurice-la-Fougereuse
- Ulcot
- Voulmentin

## Supresión del cantón de Argenton-les-Vallées
En aplicación del Decreto n.º 2014-176 de 18 de febrero de 2014, el cantón de Argenton-les-Vallées fue suprimido el 22 de marzo de 2015 y sus 15 comunas pasaron a formar parte; diez del nuevo cantón de Mauléon y cinco del nuevo cantón de Valle de Thouet.